# 162 (số)
162 (một trăm sáu mươi hai) là một số tự nhiên ngay sau 161 và ngay trước 163.